# Calanus finmarchicus
Calanus finmarchicus är en kräftdjursart som först beskrevs av Gunner 1765.  Calanus finmarchicus ingår i släktet Calanus och familjen Calanidae. Arten är reproducerande i Sverige. Inga underarter finns listade i Catalogue of Life.